# رزان (توس)
روستای تاریخی و بنام رزان (که امروزه به نام رضوان شناخته میشود) در یک تا دو فرسنگی شمال شهر تابران توس بر سر راه دژ تاریخی کلات و دره کارده قرار دارد. با توجه به گزارش نظامی عروضی، تا آن زمان روستای رزان (رضوان) وجود داشته‌است. این روستا را زادگاه فردوسی دانسته‌اند که البته بی‌پایه و نادرست است. دروازه معروف رزان در فاصلهٔ صد متری شمال آرامگاه فردوسی قرار دارد.